# Kietou
Kietou är en ort i Burkina Faso.   Den ligger i regionen Boucle du Mouhoun, i den västra delen av landet, 200 km väster om huvudstaden Ouagadougou. Kietou ligger 342 meter över havet och antalet invånare är 357.
Terrängen runt Kietou är platt, och sluttar österut. Närmaste större samhälle är Konkouliko, 3,7 km väster om Kietou.
Omgivningarna runt Kietou är en mosaik av jordbruksmark och naturlig växtlighet. Runt Kietou är det ganska glesbefolkat, med 47 invånare per kvadratkilometer.